# Huidobria chilensis
Huidobria chilensis är en brännreveväxtart som beskrevs av C. Gay. Huidobria chilensis ingår i släktet Huidobria och familjen brännreveväxter. Inga underarter finns listade i Catalogue of Life.